# Cristian Romero
Cristian Gabriel Romero (Córdova, 27 de abril de 1998) é um futebolista argentino que atua como zagueiro. Atualmente, joga pelo Tottenham e pela Seleção Argentina.

## Carreira

### Belgrano
Seu primeiro clube foi o San Lorenzo do bairro de Las Flores, depois foi para o Talleres de Córdoba até os 12 anos, quando foi para o Belgrano.
Romero iniciou sua carreira profissional em Belgrano em 2016, pouco depois dos 18 anos. A estreia aconteceu no dia 28 de agosto, em jogo pelo campeonato, contra o Independiente, sendo Esteban González o diretor técnico. 
Em duas temporadas com o time titular, fez dezenove partidas em todas as competições.

### Genoa
Em 2018 deu o salto para a Europa para jogar pelo Genoa, da Itália,  por 4 milhões de euros.
Com a chegada do técnico Ivan Jurić , estreou-se com a camisa da Ligúria na Série A no dia 20 de outubro contra a Juventus (1 a 1), tornando-se conhecido pelo excelente desempenho oferecido.
Na semana seguinte, ele marcou seu primeiro gol na carreira no empate em 2 a 2 contra a Udinese, sendo posteriormente expulso.
Em 12 de julho de 2019, a Juventus anunciou a aquisição definitiva de Romero do Gênova por € 26 milhões, com o jogador permanecendo em seu ex-clube por empréstimo até o final da temporada.

### Atalanta
Em 5 de setembro de 2020, Romero foi emprestado à  Atalanta por dois anos por 4 milhões de euros, com direito de resgate fixado em 16 milhões mais bônus.  Ele fez sua estreia pelos nerazzurri em 30 de setembro, em uma vitória por 4 a 1 fora de casa contra a Lazio .Em 21 de outubro, ele fez sua estreia na Liga dos Campeões da UEFA na vitória por 0–4 sobre o Midtjylland, dando a Duván Zapata a assistência para o primeiro gol dos Nerazzurri.No jogo de volta contra os dinamarqueses, em 1º de dezembro, ele fez o empate final (1 a 1): foi seu primeiro gol com os nerazzurri, bem como o primeiro em competições de clubes da UEFA.No final do ano foi premiado como o melhor zagueiro do campeonato.

### Tottenham
Em 6 de agosto de 2021, a Juventus anunciou que a Atalanta havia ativado a opção de contratar Romero por € 16 milhões.[carece de fontes?] Mais tarde naquele dia, o Tottenham, clube da Premier League inglesa, anunciou sua contratação do Atalanta por um empréstimo inicial de uma temporada com a opção de tornar o negócio permanente.
Romero fez sua estreia pelo clube em 15 de agosto, entrando como substituto tardio de Højbjerg em uma partida contra o Manchester City que o Tottenham venceu por 1–0.  Em 19 de agosto de 2021, ele estreou na primeira mão da Liga Conferência Europa da UEFA contra o Paços de Ferreira , que terminou com uma derrota por 1–0. Romero marcou seu primeiro gol pelo Tottenham na vitória por 2 a 0 sobre o Brighton & Hove Albion.
Na temporada 2021/2022, Romero entrou em campo em 32 partidas, marcando um único gol, diante do Brighton. Ele firmou-se como peça importante do sistema defensivo do técnico Antonio Conte e garantiu ao Tottenham o retorno à Liga dos Campeões. Em 30 de agosto de 2022, Tottenham contratou Romero permanentemente até duração até 2027, os Spurs desembolsaram 50 milhões de euros para a contratação do argentino de 24 anos.

## Seleção Argentina
Romero fez sua estreia pela seleção principal no dia 3 de junho de 2021 nas eliminatórias da Copa do Mundo contra o Chile, jogando a partida completa. Em seu jogo seguinte pela Argentina em 8 de junho, ele marcou seu primeiro gol internacional, vindo de uma cabeçada forte contra a Colômbia após apenas 130 segundos. Esse gol também quebrou o recorde do gol mais rápido já marcado pela Argentina em uma partida profissional, superando o gol de Diego Maradona aos 168 segundos contra a Venezuela em 1985.

### Copa América de 2021
Em junho de 2021, ele foi incluído na lista final de 28 jogadores da Argentina de Lionel Scaloni para a Copa América de 2021. 
Romero disputou três partidas no torneio, incluindo a final vencida por 1 a 0 com o Brasil, com gol de Ángel Di María para se tornarem campeões novamente após 28 anos.
Romero foi incluído na Seleção do Torneio na conclusão, já que a Argentina venceu a competição.

### Copa do Mundo 2022
Em 11 de novembro de 2022, é selecionado por Lionel Scaloni para participar da Copa do Mundo de 2022.
Romero participou de 6 jogos na copa, sagrou-se campeão ao fim do torneio, formou boa dupla com Otamendi.O trabalho de Romero foi impecável na partida, onde também mostrou um plus de intensidade na hora de motivar a equipe após o surpreendente empate a 10 minutos do final e na prorrogação subsequente, ele  foi o jogador que mais bolas recuperou, mas também quem mais repeliu  repetidamente as ofensivas de um ataque francês que ficou anulado durante 80 minutos. Romero somou um total de 14 recuperações e 9 cortes.

### Copa América de 2024
Sua participação no torneio foi impecável tanto em duelos no chão como nos duelos aéreos, foi diretamente responsável pelos cinco jogos sem sofrer gols da Argentina, ele terminou a final esgotado fisicamente, fez uma final perfeita.

## Títulos
Tottenham Hotspur
- Liga Europa da UEFA: 2024–25

Seleção Argentina
- Copa América: 2021 e 2024
- Copa dos Campeões CONMEBOL–UEFA: 2022
- Copa do Mundo FIFA: 2022

### Prêmios individuais
- Seleção da Copa América: 2021[26] e 2024
- Seleção do Ano da Conmebol pela IFFHS: 2021[27]
- Seleção Ideal da Copa América pela IFFHS: 2024[28]